# Andreu Sàbat
Andreu Sàbat (Torroella de Montgrí, Baix Empordà, 1608 - 1676) fou un notari i escriptor religiós català.
Andreu Sàbat era fill del notari Nicolau Sàbat i de Margarita. Al llarg de la seva vida serà clavari i paborde de Santa Caterina i va produir un conjunt d'escrits sobre la historia de l'ermita. Escriví un Llibre de […] Santa Caterina i de sa santa casa en la muntanya de Montgrí (1672, amb afegits posteriors), sobre l'ermita dedicada a aquesta santa i els miracles que feu (ms. 2234 de la BC; un altre a la Reial Acadèmia de la Historia de Madrid). També compongué una Comèdia de santa Catalina, en castellà, que no es conserva.